# Le Grand Bazar : Finale
Pour les articles homonymes, voir Le Grand Bazar (homonymie).
Le Grand Bazar : Finale (titre original : The End of the Whole Mess) est une nouvelle de Stephen King parue en 1993 dans le recueil Rêves et Cauchemars mais ayant été publiée pour la première fois en octobre 1986 dans le magazine Omni.

## Résumé
Située dans un futur proche, l'histoire est racontée à la première personne par Howard Fornoy, un écrivain qui consigne l'histoire de son frère cadet Robert. Robert Fornoy, surnommé Bobby, est un enfant prodige qui achève ses études secondaires à l'âge de dix ans avant de s'intéresser tour à tour à diverses disciplines scientifiques, cherchant sa véritable passion. Devenu adulte, Bobby s'inquiète de la situation mondiale et de ce qui pousse les êtres humains à la violence. Il disparaît pendant trois ans avant de revenir à l'improviste rendre visite à Howard, prétendant avoir trouvé le remède à la violence.
Après avoir mené des études sociologiques au Texas, Bobby a découvert qu'il n'y avait quasiment jamais d'actes violents dans la petite ville de La Plata, près de Waco. Il a alors analysé la nappe phréatique locale et y a découvert une substance chimique qui annihile les comportements agressifs. Bobby l'a réduit à une forme concentrée et a besoin de l'aide de son frère pour la transporter jusqu'à un volcan de Bornéo qui doit bientôt entrer en éruption avec une puissance comparable à celle du Krakatoa en 1883. Les frères Fornoy réussissent à déverser 500 000 litres du concentré dans le volcan et son éruption le dissémine sous forme de pluie sur toute la surface du globe.
Le monde connaît alors trois années de paix mais les frères Fornoy découvrent alors un effet secondaire imprévu de la substance, elle provoque à terme la maladie d'Alzheimer. La fin du récit de Howard est constellée de fautes d'orthographe et de grammaire mais, avant qu'il ne devienne totalement incohérent, on comprend que le monde entier a été touché, la population étant désormais entièrement constituée de fous et de crétins, et que Howard a aidé Bobby à se suicider en lui injectant son concentré puis se l'est injecté lui-même.

## Thèmes et influences
La nouvelle traite du danger de la « manipulation de la nature par l'homme » et Stephen King s'est inspiré de son frère adoptif Dave, enfant surdoué, pour le personnage de Robert Fornoy. Le style narratif de la fin du récit rappelle par ailleurs celui du roman Des fleurs pour Algernon (1966) de Daniel Keyes.

## Distinctions
Le Grand Bazar : Finale a été nommée pour le prix World Fantasy de la meilleure nouvelle 1987.

## Adaptations
Le Grand Bazar : Finale a été adaptée à la télévision en 2006 sous la forme de l'un des épisodes de la série télévisée Rêves et Cauchemars. Ron Livingston et Henry Thomas y interprètent les rôles de Howard et Robert Fornoy.